# 高橋敏明
高橋 敏明（たかはし としあき、1958年6月5日 - ）は、日本の政治家、医師。愛媛県西条市長（1期）。

## 経歴
愛媛県西条市生まれ。愛媛県立西条高等学校、国立高知医科大学医学科卒業 。整形外科医として従事し、ハーバード大学附属マサチューセッツ総合病院に留学 。2005年より愛媛大学医学部附属病院整形外科講師に就任。2012年には愛媛大学医学部附属病院地域医療支援センター准教授・副センター長併任 。2019年には愛媛大学社会共創学部地域資源マネジメント学科スポーツ健康科学講座教授に就任 。2024年3月に愛媛大学を定年退職した。
2024年7月に同年11月に行われる西条市長選挙への立候補を表明。同年11月10日に行われた西条市長選挙に出馬した。一部の県議や市議に加え、青野勝前西条市長らが支援。11月3日の出陣式には、白石洋一衆議院議員の長女や青野勝前市長がマイクを握り、支持を呼びかけた。
選挙戦では医師や大学教授の経験を基に医療・健康・福祉分野の充実を訴えた。旧東予市や旧丹原町を中心に現職批判票の受け皿となり、高齢者層からの支持拡大にも成功。現職の玉井敏久、新人で元愛媛県議会議員の黒川理恵子を破り初当選を果たした。

## 人物
- 好きな言葉は「冬来たりなば、春遠からじ」、「有法子(ユーファーズ)」[5]。
- 趣味はスポーツ観戦[5]。